# Rebecca Lovell

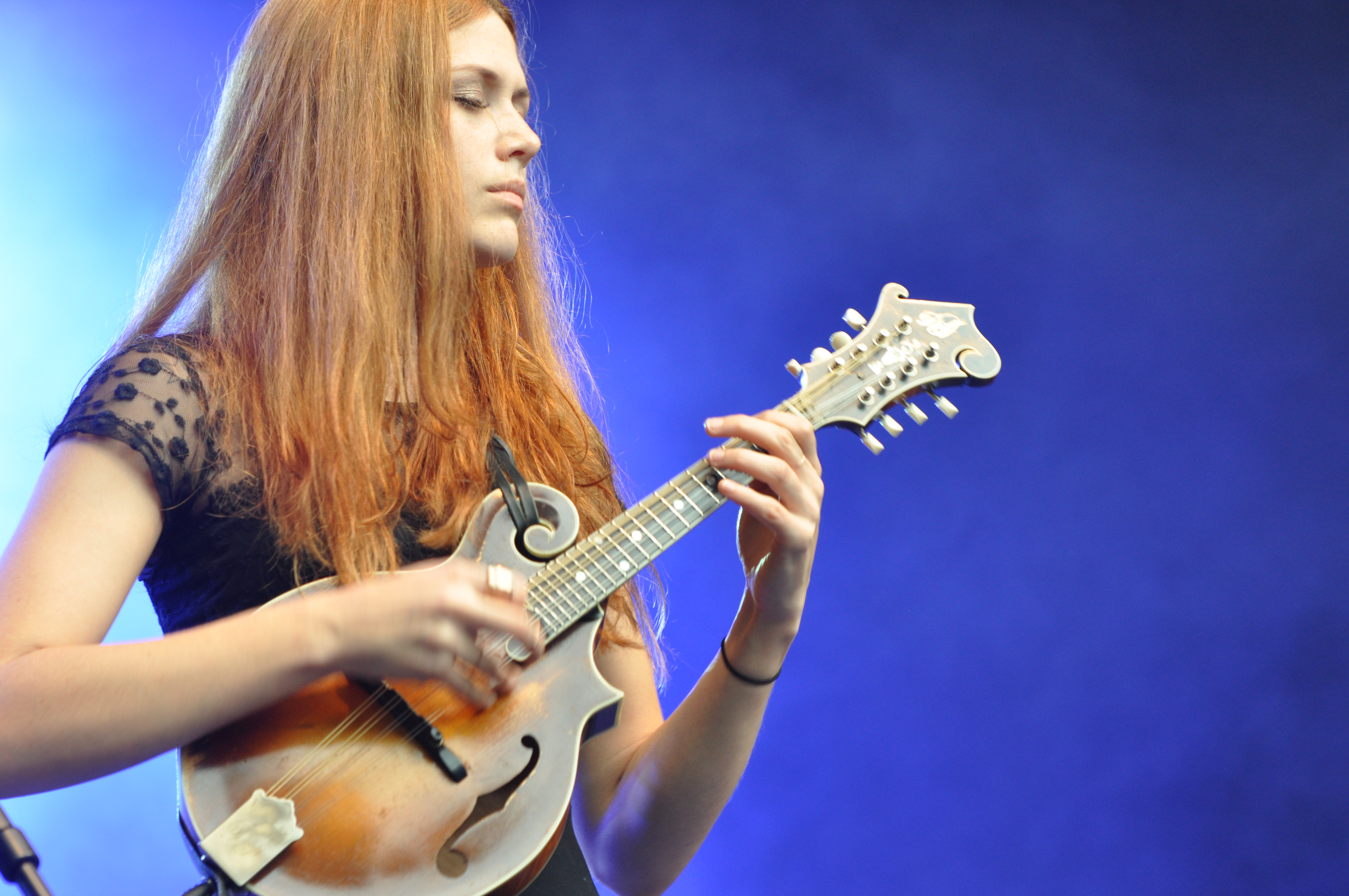
Rebecca Lovell (2014)

Rebecca Lovell (* 30. Januar 1991 in Calhoun, Georgia) ist eine amerikanische Musikerin (Gesang, Gitarre, Mandoline, Piano, Banjo, Songwriting) der Roots Music und des Bluesrock.

## Leben und Wirken
Lovell, die in einer musikalischen Familie aufwuchs, erlernte schon als kleines Kind Klavier, ist aber auf ihren übrigen Instrumenten großteils musikalische Autodidaktin. Bereits mit 13 Jahren trat sie mit ihren älteren Schwestern Jessica und Megan Lovell in der akustischen Bluegrass-Band Lovell Sisters auf. 2005 gewann diese die Prairie Home National Teen Talent Competition, einen national im National Public Radio ausgestrahlten Talentwettbewerb. 2006 war Lovell als erste Frau und jüngste Person in der Geschichte des MerleFest Siegerin im Mandolinen-Wettbewerb. Die Touren der Band waren nur möglich, weil sie von ihrer Mutter, die sie begleitete, unterwegs erfolgreich schulisch unterrichtet wurde. Nach zwei Alben stieg Jessica Lovell 2009 aus und beendete die Lovell Sisters.
Gemeinsam mit ihrer Schwester Megan gründete Rebecca Lovell 2010 die Roots-Gitarrenband Larkin Poe, die seit 2014 mehrere Alben vorlegte und auch mit Elvis Costello auf Tournee war. Als Chorsängerin und Mandolinistin war sie auch an den Aufnahmen des Albums Lost on the River der New Basement Tapes (Jim James, Elvis Costello, Marcus Mumford, Taylor Goldsmith und Rhiannon Giddens) beteiligt.
Seit 2019 ist Lovell mit dem Gitarristen Tyler Bryant verheiratet. Sie schrieb auch mit ihm Songs für Larkin Poe und war an den Alben Crazy Days und Pressure von Tyler Bryant & the Shakedown beteiligt. Sie ist weiterhin auf Alben von Gilmore & Roberts, Little Tybee und Jamie Freeman zu hören.